# Gran Premio de Baréin
El Gran Premio de Baréin es una carrera de automovilismo válida para el Campeonato Mundial de Fórmula 1 que se disputa anualmente con monoplazas en el Circuito Internacional de Baréin, ubicado en la zona desértica de Sakhir, a aproximadamente 31 km de la capital Manama.
Se disputó por primera vez el 4 de abril de 2004, siendo la primera carrera de dicha categoría realizada en la región de Oriente Medio. Además, la Fórmula 1 tuvo como compañía a la GP2 Series en 2007 y 2012 y a la GP2 Asia Series desde 2008 hasta 2010.

Diseño usado en 2010.

Para la edición 2010, se eligió un nuevo trazado con ocho curvas más ("Endurance circuit"), aumentando la longitud del circuito de 5,4 a 6,3 kilómetros. En dicha remodelación, los monoplazas enlazan el circuito original con la sección nueva después de la curva 4, y pisan de nuevo el asfalto conocido antes de la curva que antes era la 4, y que ahora es la 14.
La edición 2011 se suspendió debido a la tensa situación política de Baréin. Es la primera vez que se produjo una suspensión en la Fórmula 1, que se inició el 13 de mayo de 1950 en el circuito británico de Silverstone. Hasta entonces, solo uno de los 839 grandes premios que se han disputado se cambió de fecha, el de Bélgica de 1985 que se debía disputar en el circuito de Spa-Fracorchamps el 2 de junio.
Desde la edición 2014, se realiza en horas nocturnas. Este cambio se produjo debido al 10.º aniversario del Gran Premio en Fórmula 1.
La vuelta rápida récord en carrera la ostenta el español Pedro de la Rosa, con un tiempo de 1:31.447, establecido en la carrera de 2005.

## Ganadores

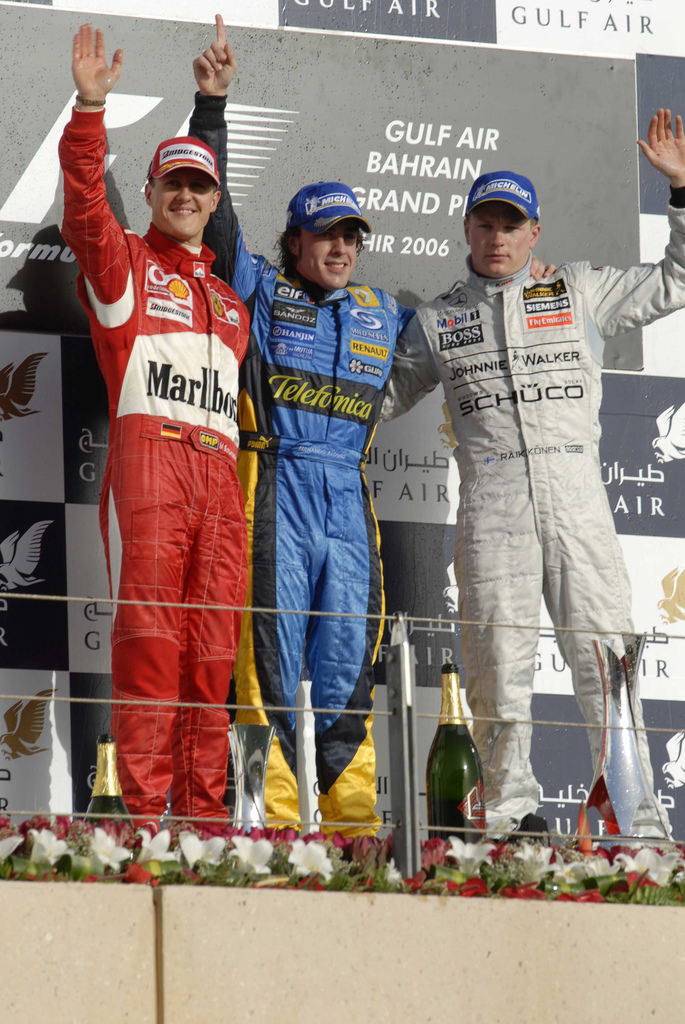
Alonso, Schumacher y Räikkönen en el podio de 2006.

### Fórmula 1
| Año  | Piloto               | Equipo/Motor        | Circuito       | Resultados     |
| ---- | -------------------- | ------------------- | -------------- | -------------- |
| 2004 | Michael Schumacher   | Ferrari             | Baréin         | Resultados     |
| 2005 | Fernando Alonso      | Renault             | Baréin         | Resultados     |
| 2006 | Fernando Alonso (2)  | Renault             | Baréin         | Resultados     |
| 2007 | Felipe Massa         | Ferrari             | Baréin         | Resultados     |
| 2008 | Felipe Massa (2)     | Ferrari             | Baréin         | Resultados     |
| 2009 | Jenson Button        | Brawn-Mercedes      | Baréin         | Resultados     |
| 2010 | Fernando Alonso (3)  | Ferrari             | Baréin         | Resultados     |
| 2011 | No se disputó.       | No se disputó.      | No se disputó. | No se disputó. |
| 2012 | Sebastian Vettel     | Red Bull-Renault    | Baréin         | Resultados     |
| 2013 | Sebastian Vettel (2) | Red Bull-Renault    | Baréin         | Resultados     |
| 2014 | Lewis Hamilton       | Mercedes            | Baréin         | Resultados     |
| 2015 | Lewis Hamilton (2)   | Mercedes            | Baréin         | Resultados     |
| 2016 | Nico Rosberg         | Mercedes            | Baréin         | Resultados     |
| 2017 | Sebastian Vettel (3) | Ferrari             | Baréin         | Resultados     |
| 2018 | Sebastian Vettel (4) | Ferrari             | Baréin         | Resultados     |
| 2019 | Lewis Hamilton (3)   | Mercedes            | Baréin         | Resultados     |
| 2020 | Lewis Hamilton (4)   | Mercedes            | Baréin         | Resultados     |
| 2021 | Lewis Hamilton (5)   | Mercedes            | Baréin         | Resultados     |
| 2022 | Charles Leclerc      | Ferrari             | Baréin         | Resultados     |
| 2023 | Max Verstappen       | Red Bull-Honda RBPT | Baréin         | Resultados     |
| 2024 | Max Verstappen (2)   | Red Bull-Honda RBPT | Baréin         | Resultados     |
| 2025 | Oscar Piastri        | McLaren-Mercedes    | Baréin         | Resultados     |

## Estadísticas

### Pilotos con más victorias
| Victorias | Piloto             | Años                         |
| --------- | ------------------ | ---------------------------- |
| 5         | Lewis Hamilton     | 2014, 2015, 2019, 2020, 2021 |
| 4         | Sebastian Vettel   | 2012, 2013, 2017, 2018       |
| 3         | Fernando Alonso    | 2005, 2006, 2010             |
| 2         | Felipe Massa       | 2007, 2008                   |
| 2         | Max Verstappen     | 2023, 2024                   |
| 1         | Michael Schumacher | 2004                         |
| 1         | Jenson Button      | 2009                         |
| 1         | Nico Rosberg       | 2016                         |
| 1         | Charles Leclerc    | 2022                         |
| 1         | Oscar Piastri      | 2025                         |

### Constructores con más victorias
| Victorias | Constructor | Años                                     |
| --------- | ----------- | ---------------------------------------- |
| 7         | Ferrari     | 2004, 2007, 2008, 2010, 2017, 2018, 2022 |
| 6         | Mercedes    | 2014, 2015, 2016, 2019, 2020, 2021       |
| 4         | Red Bull    | 2012, 2013, 2023, 2024                   |
| 2         | Renault     | 2005, 2006                               |
| 1         | Brawn       | 2009                                     |
| 1         | McLaren     | 2025                                     |